# 小坂村 (群馬県)
小坂村（おさかむら）は群馬県の南西部、甘楽郡に属していた村。現在の下仁田町の小坂地区に相当する。

## 地理
- 河川：鏑川、小坂川

## 歴史
- 1889年（明治22年）4月1日 - 町村制施行により、上小坂村・中小坂村・下小坂村・東野牧村が合併し北甘楽郡坂牧村（さかまきむら）が成立する。
- 1890年（明治23年）3月11日 - 坂牧村が改称して小坂村となる。
- 1950年（昭和25年）4月1日 - 北甘楽郡が甘楽郡と改称する。
- 1955年（昭和30年）3月10日 - 下仁田町、西牧村、青倉村、馬山村が廃され、新たに下仁田町が成立。